# Nana Asakawa
Nana Asakawa (浅川 梨奈, Asakawa Nana), née le 3 avril 1999 dans la préfecture de Saitama, est une chanteuse et actrice japonaise. Elle est ancienne membre de Super Girls.